# Portrait de Ramón Satué
Portrait de Ramón Satué est une peinture de Francisco de Goya réalisée en 1823. Elle représente Ramón Satué, juge à la Cour suprême.
En 2011, les conservateurs du Rijksmuseum Amsterdam découvrent au moyen d'une nouvelle technique utilisant les rayons X, que ce portrait pourrait avoir été, à l'origine, un portrait de Joseph Bonaparte, que le peintre aurait recouvert de peur des représailles.

## Contexte de l'œuvre
Francisco de Goya a réalisé ce portrait à Madrid, peu de temps avant de quitter l'Espagne pour la France, qu'il atteint l'année suivante.
Ramón Satué est le neveu de José Duaso y Latre, de qui Goya a également fait le portrait en remerciement de l'avoir hébergé en secret au plus fort de la répression anti-libérale. Satué est un juge à la Cour suprême (plus exactement à la Sala de Alcaldes de Casa y Corte (es)), un poste qu'il a occupé jusqu'en 1820. Ce qui a posé problème pour la datation de l'œuvre : en effet, il semble peu logique que Goya ait représenté Satué à un poste qu'il n'occupe plus depuis trois ans. Les spécialistes ont spéculé sur une contrefaçon de la date en changeant le « 0 » par le « 3 », d'autant plus que le portrait ressemble fortement à celui de Tiburcio Pérez Cuervo réalisé en 1820.
Pourtant il est finalement admis que la peinture est de 1823, tenant pour vraie la description du tableau : « D. Ramon Satue / Alcalde d [e] corte / Pr Goya en 1823 » soit « Don Ramón Satué, Alcalde de Casa y Corte, par Goya en 1823 ».
Il a été suggéré, notamment par le comte de la Viñaza, que Goya a peint ce portrait et celui de Duaso y Latre pendant son séjour chez ce dernier, en proie à la répression très dure menée contre les libéraux, mais on sait grâce à Sánchez Cantón qu'il y a été caché de janvier à mai 1824, ce qui invalide cette théorie.

## Description du tableau
Ramón Satué est représenté debout, à mi-cuisse, orienté aux trois-quarts. Il porte un costume de maison noir avec gilet rouge et chemise blanche au cou très dégagé. Il est dépeigné et a les mains dans les poches du pantalon, ce qui est considéré à l'époque comme une attitude virile exprimant la confiance en soi. Goya a cependant concentré toute l'expressivité du sujet dans le visage, qui a un regard intense presque défiant.
Le fond est grisâtre et totalement plat. La palette de couleurs, très limitée, n'est relevée que par le rouge du gilet.

## Conservation

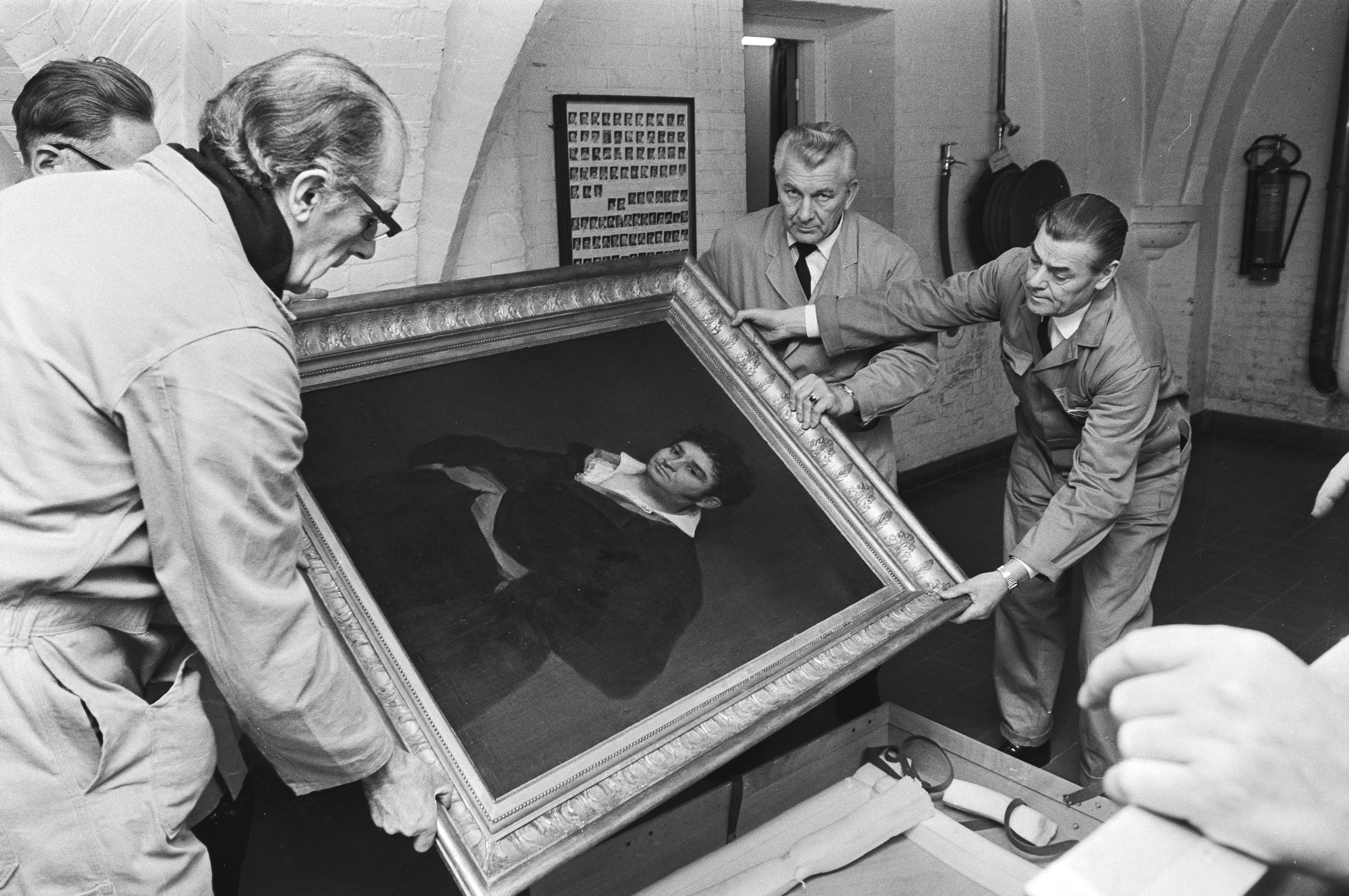
Le tableau de Goya de retour au Rijksmuseum Amsterdam en 1970. Photographie de Joost Evers.

Le tableau, passé de Madrid à Paris lors d'une vente aux enchères chez Drouot en 1890, est acquis par le Rijksmuseum Amsterdam en 1922,. C'est le seul tableau de Goya qui soit conservé dans un musée des Pays-Bas.

## Le portrait caché
Alors que les spécialistes se doutaient déjà qu'il y avait une composition différente sous ce portrait du juge Satué, les universitaires Joris Dik (université de technologie de Delft) et Koen Janssens (université d'Anvers) mettent au point une technologie de rayons X à haute intensité et l'appliquent à ce tableau. On y voit un portrait d'un haut fonctionnaire français : un général ou Joseph Bonaparte lui-même, une information que l'on déduit des médailles présentes sur le buste. Il aurait été peint vers 1810 (entre 1808 et 1813, c'est-à-dire les dates de la guerre d'indépendance espagnole),,. Joris Dik interprète la volonté de Goya ainsi :

« Goya, on le sait, est parvenu à survivre dans les deux situations politiques — le transfert de l'Espagne aux Français, et son retour aux Espagnols... Après 1820, [un tel portrait] aurait pu être dangereux. C'est pour cela que nous pensons qu'un portrait a été peint par-dessus avec la figure que l'on peut voir maintenant, car cette peinture date de 1823. »

— Joris Dik, The Guardian, 2011.